# イッサカル
イッサカルは、ヤコブの第9子で、レアがヤコブに産んだ5番目の子供である。「主は私に報酬を下さった」というヘブル語が名前の由来で、イッサカル族の開祖である。第6子のゼブルンと併記されることが多い。
レアが子供を産まなくなってから時期を経てやっと与えられた子供であるので、イッサカルと名づけられた。